# Люткувка (Мазовецьке воєводство)
Люткувка (пол. Lutkówka) — село в Польщі, у гміні Мщонув Жирардовського повіту Мазовецького воєводства.
Населення — 86 осіб (2011).
У 1975-1998 роках село належало до Скерневицького воєводства.

## Демографія
Демографічна структура станом на 31 березня 2011 року:
|          | Загалом | Допрацездатний вік | Працездатний вік | Постпрацездатний вік |
| -------- | ------- | ------------------ | ---------------- | -------------------- |
| Чоловіки | 40      | 11                 | 25               | 4                    |
| Жінки    | 46      | 11                 | 24               | 11                   |
| Разом    | 86      | 22                 | 49               | 15                   |